# سود سرمایه‌ای

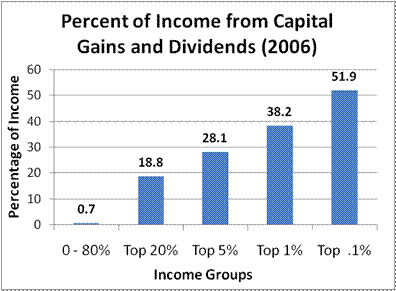
نمونه یک سود سرمایه گذاری

عواید سرمایه‌ای (به انگلیسی: Capital Gain) در علم اقتصاد و حسابداری، به میزان سودی اطلاق می‌شود، که با فروش یک قلم دارایی (مانند برگه سهام، اوراق قرضه یا املاک و مستغلات) به قیمتی بالاتر از قیمت خرید دارایی مذکور، به دست می‌آید. این سود می‌تواند بلندمدت یا کوتاه‌مدت باشد. سود حسابداری، (در اصطلاح حسابداری) برابر با تفاوت درآمد و هزینه است، اما واژه سود در علم اقتصاد دارای معنای متفاوتی می‌باشد. این میزان سود، همواره با مقدار درآمد حاصل شده، رابطه مستقیم و با میزان زیان، رابطه معکوس دارد. واژه سود در اقتصاد، مشابه سود حسابداری است، ولی میزان آن کمتر می‌باشد، زیرا بازتاب دهندهٔ کل هزینه فرصت و تلویحی یک ریسک، برای سرمایه‌گذار است. سود نرمال به وضعیتی اشاره دارد، که در آن سود اقتصادی صفر است. مفهومی مرتبط، که اغلب در زمینه‌های مشخص، معادل سود لحاظ می‌شود، واژه رانت است.